# Räddningsstation Möja
Räddningsstation Möja är en av Sjöräddningssällskapets räddningsstationer. 
Räddningsstation Möja ligger i Möjaström på Stora Möja. Den inrättades 1972 och har 36 frivilliga sjöräddare. Räddningsstationen opererar också sommartid från Djurö.

## Räddningsfarkoster
- 12-30 Rescue Handelsbanken Liv, ett 11,8 meter långt räddningsfartyg av Victoriaklass, byggt 2010
- 8-35 Rescue Alexandra, en 8,4 meter lång räddningsbåt av Gunnel Larssonklass, byggd 2014
- 3-46 Recuerunner Kajsa Aurora, tillverkad 2010

## Tidigare räddningsfarkoster
- Wilhelm R. Lundgren III, som överfördes till Möja i samband med att stationen etablerades
- Rescue Oscar Falkman, isklassat fartyg av stål